# Šefik Džaferović
Šefik Džaferović, bosanski politik, * 9. september 1957, Zavidovići, Bosna in Hercegovina
Je bosanski politik, trenutno na funkciji sedmega in trenutnega bošnjaškega člana predsedstva Bosne in Hercegovine. Od 28. oktobra 2002 do 20. novembra 2018 je bil član državnega predstavniškega doma. Džaferović je član Stranke demokratične akcije (SDA) in trenutni podpredsednik stranke; bil je tudi njen generalni sekretar.

## Mladost
Džaferović se je rodil leta 1957 v bosanskem mestu Zavidovići SFRJ, danes Bosna in Hercegovina. Obiskoval je gimnazijo v Zavidovićih. Leta 1979 je diplomiral na Pravni fakulteti Univerze v Sarajevu. Džaferović je do leta 1996 delal v pravosodnih ustanovah in na policiji v Zavidovićih in Zenici.

## Zgodnja politična kariera
Leta 1996 je bil Džaferović izvoljen v svet Zeniško-dobojskega kantona. Istega leta je postal delegat v Domu narodov Federacije Bosne in Hercegovine. Štiri leta pozneje je vstopil v Dom narodov Bosne in Hercegovine. Na volitvah leta 2002 je postal član Predstavniškega doma Bosne in Hercegovine. Na volitvah leta 2014 je bil s 30.000 glasovi tretjič ponovno izvoljen v predstavniški dom Bosne in Hercegovine.

## Predsedstvo (2018 -danes)
Na splošnih volitvah leta 2018 je bil Džaferović izvoljen v predsedstvo Bosne in Hercegovine kot bošnjaški poslanec, in sicer z več kot 36 % glasov. S tem je nasledil svojega kolega iz Stranke demokratične akcije (SDA) Bakira Izetbegovića. V prvem mesecu svojega predsedovanja je imel težave s srbskim članom Miloradom Dodikom, takratnim predsednikom predsedstva, pri čemer je Dodik izjavil, da se ne bo udeležil prve seje predsedstva pod novim vodstvom, dokler zastava Republike Srbske ne bo razobešena v njegovi pisarni. Dodik je na koncu popustil in se strinjal, da bo seja potekala samo z zastavo Bosne in Hercegovine. Džaferović je 20. marca 2020 za naslednjih osem mesecev postal novi predsednik predsedstva. Po osmih mesecih, 20. novembra 2020, ga je kot predsednik nasledil Dodik.
Džaferović in hrvaški član predsedstva Željko Komšić sta se 22. maja 2021 udeležila vojaške vaje vojske Združenih držav Amerike in oboroženih sil Bosne in Hercegovine na gori Manjača, južno od mesta Banja Luka. Dodik se vaje ni hotel udeležiti.

### Zunanja politika
Decembra 2020, tik pred državnim obiskom ruskega zunanjega ministra Sergeja Lavrova, se je Džaferović zaradi nespoštovanja Lavrova do Bosne in Hercegovine in odločitve, da najprej obišče le voditelja bosanskih Srbov Milorada Dodika in predsedstvo šele kasneje, odločil zavrniti obisk. Malo pred Džaferovićem je srečanje zaradi istih razlogov kot Džaferović zavrnil tudi Komšić, hrvaški član predsedstva.
Aprila 2021 je Džaferović predsedniku Evropskega sveta Charlesu Michelu poslal zaskrbljujoče pismo zaradi domnevnega dokumenta, ki naj bi ga poslal slovenski premier Janez Janša, glede možnih sprememb meje na Zahodnem Balkanu. Po tem, ko je zaslišal novice o domnevnem ne-papirju (non-paper), je Janša v telefonskem klicu Džaferoviću dejal, da dokument ne obstaja in dodal, da podpira "ozemeljsko celovitost Bosne in Hercegovine."

## Osebno življenje
Džaferović je od leta 1980 poročen z ženo Vildano in ima dva otroka, Jasmina in Jasmino. Živijo v Sarajevu .
16. julija 2021 je med pandemijo v Bosni in Hercegovini prejel prvi odmerek cepiva Sinopharm COVID-19.